# Movileni (gmina w okręgu Aluta)
Movileni – gmina w Rumunii, w okręgu Aluta. Obejmuje miejscowości Bacea i Movileni. W 2011 roku liczyła 3443 mieszkańców.